# 日本アスパラガス
日本アスパラガス株式会社（にほんアスパラガス）は、北海道岩内郡岩内町に本拠を構える清涼飲料水・酒類の製造委託メーカー。

## 概要
前身となる会社は、日本で初めてアスパラガスの栽培・生産に成功した下田喜久三が設立した企業であり、ホワイトアスパラガスの缶詰を製造。アメリカにも輸出をしていた。
社名の通りアスパラガスをはじめとした農産物の缶詰製造を主体としていたが、副業として缶飲料の生産に進出。1996年で農産物加工からは撤退しているが、会社名は変えず、そのままにしている。ここで扱うアスパラガスの缶詰とは、土寄せを行う軟白栽培であるホワイトアスパラガスを利用したものである。

## 沿革
- 1922年（大正11年）- 下田喜久三が岩内郊外でアスパラガスの栽培に成功。
- 1924年（大正13年）- 下田喜久三が当社前身となる会社を設立。
- 1951年（昭和26年）11月 - 日本アスパラガス株式会社が設立。
- 1952年（昭和27年）5月 - ホワイトアスパラガスの缶詰の製造を開始。
- 1969年（昭和44年）4月 - 平取工場を新設。製造を開始。
- 1980年（昭和55年）1月 - 岩内工場での飲料水の製造を開始。
- 1996年（平成8年）9月 - 平取工場を平取町役場へ寄贈。岩内工場でのアスパラガス・スウィートコーン（トウモロコシ）の缶詰など農水産部門の製造を終了。
- 2006年（平成18年）4月 - サントリー千歳工場を取得し、当社千歳工場として稼働。サントリー製品の製造を受け持つ。
- 2022年（令和4年）8月 - 缶飲料の製造を岩内工場から千歳工場に移転[1]。

## 所在地
- 本社・岩内工場 - 北海道岩内郡岩内町字野束22-3
- 千歳工場 - 北海道千歳市北信濃864-1
  - 前述のとおり、2006年3月末日までサントリーの工場であった[2]。製造機能を転用した後もサントリー製品の委託製造を行っているほか、他メーカー（キリンビバレッジ・日本コカ・コーラなど）の製造も受け持っている。
  - 千歳工場ではペットボトル飲料を製造していたが、飲料の製造拠点を物流に有利な千歳に集約することになり、岩内工場で製造していた缶飲料の製造も2022年8月に千歳工場に移されることになった[1]。本社と野菜加工工場については2022年8月以降も岩内町に置かれる[1]。

かつて操業していた工場
- 平取工場 - 北海道沙流郡平取町振内町29-4
  - 1996年（平成8年）9月に工場の操業を終了。前述のとおり、工場は平取町役場（沙流郡）へ寄贈され、現在はびらとり農業協同組合（JAびらとり）により名産品のトマト（びらとりトマト・ブランド名「ニシパの恋人」）を使ったトマトジュースの生産拠点となっている。